# Stokvis Nord Afrique
Stokvis Nord Afrique ou Groupe Stokvis est une société d'import et de distribution du matériel technique à destination des professionnels.  
Elle est fondée en 1953 par la compagnie néerlandaise R.S.Stokvis, dans le but de créer un comptoir commercial africain. 
Stokvis distribue notamment des engins de BTP (grues, bulldozers, chargeuses), du matériel agricole (tracteurs, égreneurs, moulins broyeurs, moissonneuses), et du matériel thermique et de manutention (climatiseurs, compresseurs hermétiques, chariots élévateurs, nettoyeurs à jets d'eau)
Introduite à la bourse de Casablanca en décembre 2007, ses principaux actionnaires sont la famille El Alj, via Sanastock (50,2%), et le groupe Sanlam Maroc (12,8%).

## Début
Au début, Stokvis se lance dans les activités de distribution de biens et de consommation, avec deux départements. Le premier l'électroménager, s'occupe de l'import, de la distribution et du service après-vente au Maroc de réfrigérateurs domestiques, cuisinières et appareils électrodomestiques. Le second les cyclomoteurs, se charge de l'import de la distribution de marques.

## Optorg
En 1959, la compagnie française OPTORG acquiert 51 % de SNA et se dote de deux nouveaux départements : l'un agricole et l'autre thermique industriel. Les ventes de cyclomoteurs progressent, ce qui amène la société à créer en 1962 une filiale Mobylette Maroc. En 1974, SNA est reprise par Optorg et divers agents et distributeurs. En 1986, elle cède l'activité de crédit à la consommation à Taslif, société de financement créée la même année par Sanam Holding.

## Sanam Holding
En 1987, Said El Alj via Sanam Holding marque sa première participation dans la SNA. Il acquiert progressivement des titres auprès de divers agents et distributeurs dont les familles Hakam et Yazidi, des titres qu'il transfère ensuite à Sanam Holding. En 1992, Optorg cède la totalité de ses parts (51 %) au Groupe ONA qui est cède à son tour à Mostafa Benchehla directeur général historique de SNA. En 1997, Sanam prend définitivement le contrôle de la société.

## Filiales
SNA compte cinq filiales. Trois d'entre elles, Mobylette Maroc, Serit et International Call sont en arrêt d'activités. 

### Affaire Mobylette Maroc
Mobylette Maroc, créée en 1962, en association avec le français Motobécane. En 1997, après avoir repris la firme française MBK industries, le groupe Yamaha a décidé d'affecter la carte MBK au Groupe Mifa, agent local de Yamaha au Maroc. L'affaire portée en justice a été jugée en faveur de Mobylette Maroc en lui accordant une indemnisation de l'ordre de 21,5 millions de DH. En arrêt d'activité en attendant la réorientation de son objet social.